# Забудский, Николай Александрович
Никола́й Алекса́ндрович Забу́дский  (27 января (8 февраля) 1853 — 27 февраля (12 марта) 1917, Петроград) — русский учёный-механик, работавший в основном в области баллистики, генерал-лейтенант, заслуженный профессор и почётный член Конференции Михайловской артиллерийской академии. Член Санкт-Петербургского математического общества.

## Биография
Родился в 1853 году. Воспитанник Нижегородской военной гимназии. Окончил Михайловское артиллерийское училище, откуда в 1872 году выпущен подпоручиком в Кронштадтскую крепостную артиллерию.
По окончании в 1877 году Михайловской артиллерийской академии Забудский был оставлен при ней репетитором. Для усовершенствования в математике состоял вольнослушателем в Санкт-Петербургском университете, во время научной заграничной командировки был слушателем в Берлинском университете и посещал лекции Сорбонны в Париже.
После защиты в 1880 году диссертации «О канонических уравнениях движения и дифференциальных уравнениях движения продолговатого снаряда, принимая воздух как возмущающую причину» был утвержден штатным преподавателем Михайловской артиллерийской академии, а в 1890 году становится профессором по баллистике; с 1900 года состоял там заслуженным профессором, а с 1908 года почётным членом конференции.
В 1911 году Парижская Академия наук избрала Забудского за его учёные труды по баллистике своим член-корреспондентом по секции механики.
Кроме занятий научной и учебной деятельностью, Забудский с 1877 года работал и в области артиллерийской техники — сначала в качестве приёмщика вводившейся тогда новой материальной части полевой артиллерии обр. 1877 г., а затем — с 1879 года — он состоял в артиллерийском комитете. В этом комитете он в 1892 году занял должность постоянного члена и занимался разработкой вопросов баллистики, проектированием артиллерийских орудий и снарядов; одновременно он принимал деятельное участие в разнообразных вопросах, относившихся к усовершенствованию и разработке материальной части артиллерии. С 1902 года Забудский состоял председателем комиссии при Главном артиллерийском управлении по испытанию новых образцов артиллерийских орудий.
В 1912—1914 гг. — председатель хозяйственно-строительного комитета для постройки центральной научно-технической лаборатории военного ведомства.
Убит мятежниками в Петрограде 27 февраля 1917 года во время Февральской революции.

Утром 27  февраля 1917 года Забудский направлялся через Литейный мост в Артиллерийскую академию, где он должен был прочесть очередную лекцию: никакие политические волнения не могли помешать этому учёному исполнять свой долг. На мосту его встретила толпа рабочих, бросившаяся отнимать у старого генерала шашку. Старый профессор, никогда не обнажавший оружия, не захотел всё же его отдать. Шашку у него вырвали насильно и ею же раскроили ему череп— Энгельгардт Б. А. Воспоминания камер-пажа. // Военно-исторический журнал. — 1994. — № 3. — С.77.
.

## Труды
Перу Забудского принадлежит большое число выдающихся научных трудов по математике, механике и баллистике, а также статей по материальной части артиллерии:
- «О решении задач навесной стрельбы и об угле наибольшей дальности» (1888; за эту работу Забудскому присуждена Дядинская премия);
- «Об угловой скорости вращения продолговатого снаряда» («Артиллерийский Журнал», 1891, № 1);
  - Немецкий перевод: Archiv für die Artillerie und Ingenieur Offiziere (1892);
- «О давлении газов бездымного пороха в канале пушки» (1894) — в работе теоретически обработаны результаты опытов, произведенных Забудским совместно с генералом А. А. Якимовичем с целью определения давлений в различных сечениях канала пушек (за эти работы была присуждена в 1897 г. большая Михайловская премия);
  - Английский перевод: «Proceedings of the United States Naval Institute», т. XXI, № 3 (1894);
- «О сопротивлении воздуха для больших скоростей снаряда» («Артиллерийский Журнал», 1894, № 4, переведена в главнейших иностранных военно-технических журналах);
- «Внешняя баллистика» (1895);
- «Теория вероятностей и применение её к стрельбе и пристрелке» (1898) — курс лекций, читавшийся Забудским в Михайловской артиллерийской академии (за оба последних сочинения присуждена в 1898 г. премия генерала Дядина);
- «Des propriétés générales de la trajectoire dans l’air» (в итальянском журнале «La Corrispondenza», t. II, 1901);
  - В переводе («Об общих свойствах траектории снарядов в воздухе») эта работа была напечатана в «Математическом Сборнике» (кн. XXII); в этом сочинении дано новое свойство траектории снаряда, согласно которому время полёта снаряда в нисходящей ветви больше, чем в восходящей, исследовано изменение вертикальной проекции скорости и указаны случаи, когда скорость снаряда в нисходящей ветви не имеет наименьшей величины, а возрастает до предельной скорости;
- «Исследования о движении продолговатого снаряда» (1903) (это сочинение с дополнениями, помещёнными в «Артиллерийском Журнале», 1909, № 3, был переведен в 1909 г. на немецкий язык);
- О давлении пороховых газов в канале 3-дюймовой пушки и скоростях снаряда в различных сечениях, 1914.

### Статьи в «Артиллерийском Журнале»
- «Полевые пушки» (1879, № 7);
- «Береговые пушки» (1883, № 12);
- «Об изменении средней траектории снарядов в зависимости от обстоятельств, сопровождающих стрельбу» (1889, № 11);
- «Решение задач навесной стрельбы» (1890, № 5);
- «Деривация сплюснутого снаряда» (1890, № 7);
- «О влиянии вращатательного движения земли на полет снаряда» (1894, № 2);
- «Заметка к способу решения задач прицельной стрельбы» (1902, № 10) и др.

## Награды
- Орден Св. Станислава 3-й ст. (1881);
- Орден Св. Анны 3-й ст. (1884);
- Орден Св. Станислава 2-й ст. (1887);
- Орден Св. Анны 2-й ст. (1891);
- Орден Св. Владимира 4-й ст. (1893);
- Орден Св. Владимира 3-й ст. (1897);
- Орден Св. Станислава 1-й ст. (1904);
- Орден Св. Анны 1-й ст. (1911);
- Орден Св. Владимира 2-й ст. (22.03.1915).